# Carl Bildt
Nils Daniel Carl Bildt, (15 de julio de 1949 en Halmstad, provincia de Halland) es un político sueco. Jefe del partido conservador (Moderaterna, los moderados) de 1986 a 1999. Primer ministro de Suecia entre 1991 y 1994. Fue ministro sueco de Asuntos Exteriores desde el 6 de octubre de 2006 hasta 2014.

## Biografía
Bildt ha estado casado con la hija de un antiguo dirigente del partido Moderaterna, Gösta Bohman, entre 1984 y 1997.

## Trayectoria política
Carl Bildt sirvió como presidente de la confederación de FMSF de los estudiantes conservadores y liberales suecos, una organización centro-derecha del estudiante, a principios de los años 1970. 
Su programa de gobierno era de reforma la economía sueca, así como la adhesión de Suecia como miembro de la Unión Europea.
En 1992, introdujo la reforma de las escuelas privadas por contrato y la supresión del mapa escolar, reformas que favorecieron la privatización de la educación.
Tras perder las elecciones generales del 18 de septiembre de 1994, Carl Bildt se gira hacia la escena internacional. En 1995, es nombrado enviado especial de la Unión Europea en Bosnia-Herzegovina, y entre 1995 y 1997 fue Alto Representante para Bosnia-Herzegovina. Entre 1999 y 2001, fue enviado especial del secretario general de la ONU en los Balcanes.
Desde 1998, Bildt es miembro de la Comisión Trilateral, una organización privada establecida para fomentar una mayor cooperación internacional. También ha sido presidente de varias asociaciones en su país y en el exterior, así como miembro de la International Advisory Board del Council on Foreign Relations desde 2003 y de The Project on Transitional Democracies.
En el campo de la política internacional, es miembro del comité editorial del magacín ruso Global Affairs, miembro del Consejo de Vigilancia del Carnegie Moscow Center. Fue invitado a la Conferencia anual del Grupo Bilderberg en 1996, 1997, 1999, 2000 y 2006.
Bildt es comendador de la Legión de Honor.

### Unión Europea

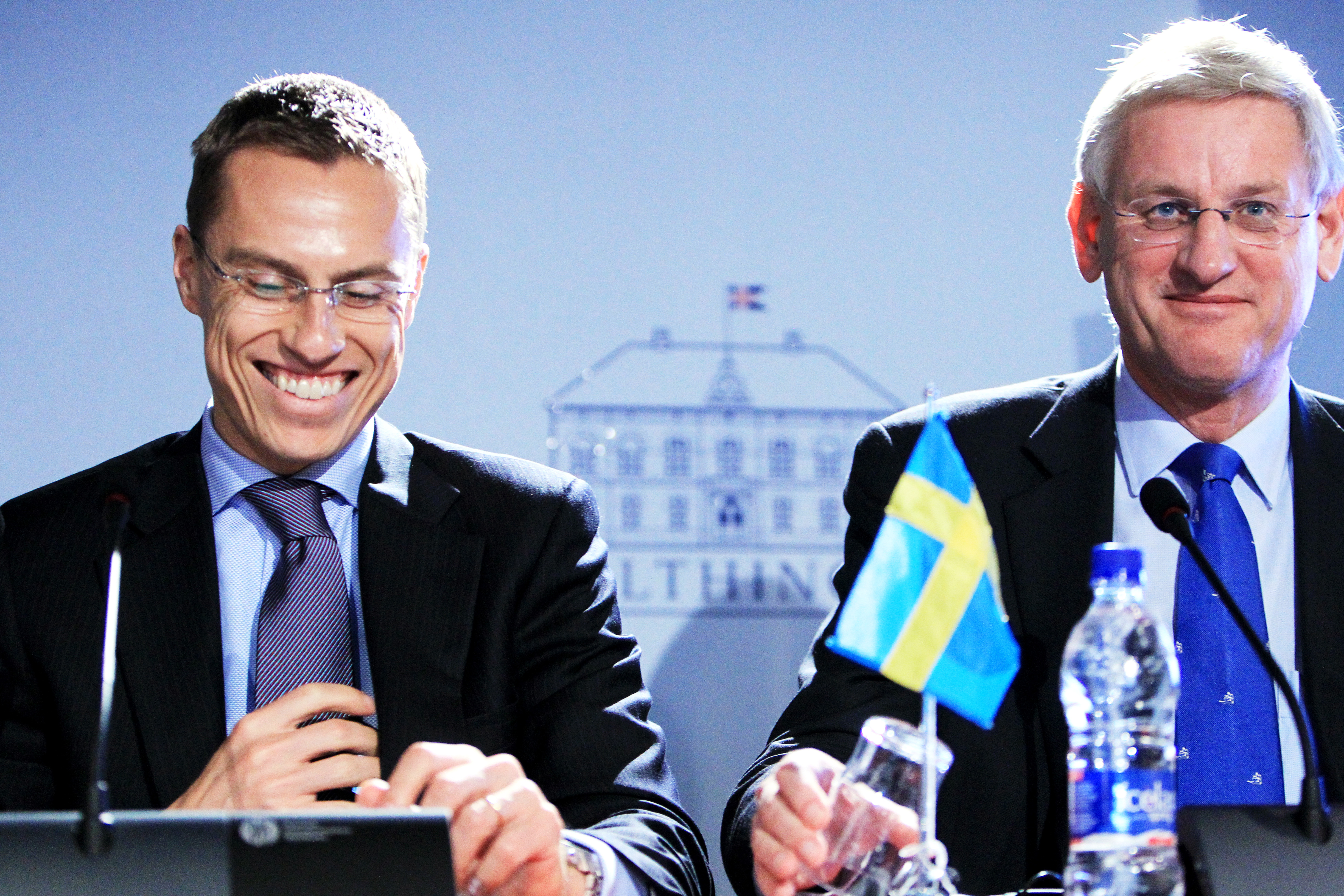
Carl Bildt y el primer ministro de Finlandia Alexander Stubb.

El compromiso que Carl Bildt mantiene con la construcción europea se remonta a su juventud como miembro y, posteriormente, vicepresidente de los Jóvenes Europeos Federalistas en Suecia.
Para Bildt y Suecia, partidarios de la adhesión de Turquía a la Unión Europea, "superar los prejuicios sobre los musulmanes y tenderles la mano es esencial para el futuro de la UE".
Bildt es miembro del Centre for European Reform, del Consejo Internacional del Instituto Internacional de Estudios Estratégicos (IISS) con sede en Londres, administrador del European Policy Institute, del Instituto Aspen de Italia, de Los amigos de Europa y de la New Eurasia Foundation.